# Aerobics – A Love Story
Aerobics – A Love Story är en svensk dramafilm från 2015 i regi av Anders Rune. I huvudrollen som Maria ses Marina Nyström.

## Handling
Maria (Marina Nyström) är utvecklingsstörd och lever tillsammans med sin överbeskyddande syster Helen (Madeleine Martin). Maria träffar den deprimerade TV-producenten Janne (Victor von Schirach) och inleder i hemlighet en relation med honom. 

## Rollista
- Marina Nyström	– Maria
- Victor von Schirach – Janne
- Madeleine Martin – Helen
- Niklas Holmgren – Tomas
- Lars Gonzales	 – Marias date
- Elisabeth Wernesjö
- Charlotta Åkerblom
- Eva Eriksson
- Andrea Irving	– hemlös kvinna
- Alexandra Palffy – Bella
- Niklas Arleryd	 – aerobicsinstruktör
- Anders Johansson
- Markus Strömqvist
- Jonas Bane
- Anders Rune

## Om filmen
Aerobics – A Love Story är regissören Anders Runes första långfilmsregi efter debuten med kortfilmen Så blev jag bisexuell av mitt kaffe (2003). Aerobics producerades av Rune och Markus Strömqvist för bolaget Family Planning. Den spelades in i Hägersten i Stockholm med Caleb Eike Smith som fotograf. Manus skrevs av Rune och Niklas Holmgren. Filmen klipptes samman av Lars Gustafsson.
Filmen hade premiär den 22 mars 2015 på Atlanta Film and Video Festival i USA. Den 2 september 2015 visades den för första gången i Sverige på Peace & Love Film Festival i Örebro. Den 4 september 2015 hade den svensk biopremiär på biografen Zita i Stockholm.

## Mottagande

### Kritiker
Filmen har medelbetyget 3,8/5 på Kritiker.se, baserat på fyra recensioner. Göteborgs-Posten, Moviezine och Onyanserat gav filmen 4/5 i betyg medan Sydsvenskan gav den 2/5 i betyg.

### Priser och utmärkelser
Aerobics – A Love Story har belönats med flera priser:
| År   | Event                                               | Kategori                                         | Resultat |
| ---- | --------------------------------------------------- | ------------------------------------------------ | -------- |
| 2014 | Orlando UFF International Award, USA                | Best Dramatic Feature                            | Vann     |
| 2015 | Toronto International Film and Video Awards, Kanada | Best Film Narrative Feature-Micro Budget         | Vann     |
| 2015 | Cannes Underground Film Festival, Frankrike         | Bästa kvinnliga skådespelare (Marina Nyström)    | Vann     |
| 2015 | Cannes Underground Film Festival, Frankrike         | Bästa manus (Niklas Holmgren, Anders Rune)       | Vann     |
| 2015 | Cannes Underground Film Festival, Frankrike         | Bästa manliga skådespelare (Victor von Schirach) | Vann     |
| 2015 | Peace and Love, Örebro, Sverige                     | Jurypris (Marina Nyström)                        | Vann     |
| 2015 | Peace and Love, Örebro, Sverige                     | Bästa regi (Anders Rune)                         | Vann     |